# Kontrollratsgesetz Nr. 62
Das Kontrollratsgesetz Nr. 62 vom 20. Februar 1948 war das letzte der Kontrollratsgesetze und gleichzeitig das letzte Mal, dass der Alliierte Kontrollrat gemeinsam zusammentrat. Das Gesetz trat einen Monat später am 20. März 1948 in Kraft.

## Inhalt
Das Gesetz hob die gesetzlichen Bestimmungen aus der Zeit des Kirchenkampfs auf. Durch diese wurde seinerzeit die Deutsche Evangelische Kirche (DEK) unter Zwangsverwaltung durch das Reichsministerium für die Kirchlichen Angelegenheiten gestellt. Konkret handelt es sich um:
1. Gesetz über Beschlußverfahren
Mit dem Gesetz über das Beschlußverfahren in Rechtsangelegenheiten der Evangelischen Kirche vom 26. Juni 1935 (RGBl. I S. 734) war den ordentlichen Gerichten die Zuständigkeit für Rechtsfragen, die im Rahmen des Kirchenkampfes entstanden, entzogen worden und einem Sondergericht beim Reichskirchenministerium übertragen worden.
2. Erlaß über die Zusammenfassung der Zuständigkeiten
Mit dem Erlaß über die Zusammenfassung der Zuständigkeiten des Reichs und Preußens in Kirchenangelegenheiten vom 16. Juli 1935 (RGBl. I S. 1029) war ein Ministerium für  kirchliche Angelegenheiten eingerichtet worden, dem der SA-Obergruppenführer und vormalige Reichsminister ohne Geschäftsbereich Hanns Kerrl vorstand.
3. Sicherungsgestz
Das Gesetz zur Sicherung der Deutschen Evangelischen Kirche vom 24. September 1935 (RGBl. I S. 1178) hatte Kerrl die Möglichkeit geboten, die Zustände in der DEK zu regeln und er hatte 18 Durchführungsverordnungen erlassen. Er ernannte einen Reichskirchenausschuss und Landeskirchenausschüsse. Der in Ungnade gefallene Reichsbischof Ludwig Müller war faktisch abgesetzt worden und hatte ab 1936 einen „ausgedehnten Urlaub“ genommen.